# Juan Carlos Unzué
Juan Carlos Unzué Labiano, né le 22 avril 1967 à Pampelune (Navarre, Espagne), est un ancien gardien de but espagnol reconverti en entraîneur.

## Biographie
Juan Carlos Unzué a joué dans plusieurs équipes du Championnat d'Espagne entre 1986 et 2003. Entre 2003 et 2010 il est entraîneur des gardiens du FC Barcelone. En juin 2010 il devient entraîneur de CD Numancia en deuxième division. En juillet 2011 il revient entraîner les gardiens de la première équipe du FC Barcelone à la place de Carles Busquets.
En juin 2012, il quitte le FC Barcelone pour devenir l'entraîneur du Racing de Santander. À la suite des problèmes financiers du club, il est démis de ses fonctions deux mois plus tard.
En juin 2013, il devient l'assistant de Luis Enrique au Celta de Vigo. Après une bonne saison au Celta, Luis Enrique et Juan Carlos Unzué sont recrutés par le FC Barcelone en mai 2014. Lors de la saison 2014-2015 avec le Barça, il réalise un triplé historique avec Luis Enrique (Ligue des champions, championnat et Coupe d'Espagne). 
Fin mai 2017, il devient entraîneur du Celta de Vigo. Il quitte le club au terme de la saison, son contrat n'ayant pas été renouvelé.
Le 13 juin 2019, il devient entraîneur du Girona FC en deuxième division. Il est limogé le 21 octobre 2019.
Le 18 juin 2020, il annonce qu'il souffre de la maladie de Charcot.

## Liens familiaux
Son frère, Eusebio Unzué, est un célèbre directeur d'équipe cycliste.